# ディビッド・コーエン
ディビッド・コーエン（David Cohen）は、カナダ出身の物理学者。

## 業績
カナダのウィニペグで生まれ、マニトバ大学で学士号を取得、カリフォルニア大学バークレー校で実験核物理学の博士号を取得した。
当初、彼は核物理学者としての教育を受けたが、彼は徐々に人体内に流れる微弱電流によって生じる可能性がある極微弱な磁場の測定に関心を抱くようになった。1963年に彼は外部の磁場を遮蔽するためのシールド室を使用する方法を提案した。当時、他の人々によって最初の心磁図の計測例が報告されていたものの、当時はこれは磁気的に遮蔽されていない部屋で計測されたので外部の雑音による干渉が含まれた。コーエンはシールド室を建設して幾分はっきりした心臓の磁場の信号を取得して、さらに同様に最初の脳磁図を計測したが、これら全ての初期の生体磁場の測定は低感度の検出器と不完全な磁気遮蔽の両方が原因で全体的に雑音を多く含んだ。
マサチューセッツ工科大学でコーエンは研究を続けていたが、ジェイムズ・ツィンマーマンによってちょうどこの頃に構造が単純な1個のジョセフソン接合を有する高周波SQUIDが開発され、これと改良されたシールド室で生体磁場の新しい時代を切り開いた。生体磁場に関する多くの業績によって彼は"脳磁図の父"と称される。